# پشتمله (بیرانوند)
پشتمله یک روستا در ایران است که در بخش بیرانوند شهرستان خرم‌آباد در استان لرستان واقع شده‌است.

## جمعیت
این روستا در دهستان بیرانوند جنوبی قرار دارد و براساس سرشماری مرکز آمار ایران در سال ۱۳۸۵، جمعیت آن ۳۷ نفر (۸ خانوار) بوده‌است.